# کم فرمانی و بیش فرمانی
کم فرمانی (به انگلیسی: Understeer) و بیش فرمانی (به انگلیسی: oversteer) اصطلاحات دینامیک خودرو هستند که برای توصیف حساسیت وسیله نقلیه به تغییرات زاویه فرمان مرتبط با تغییر در شتاب جانبی استفاده می‌شوند. این حساسیت توسط انجمن مهندسان خودرو (SAE) در سند جی۶۷۰ و توسط سازمان بین‌المللی استانداردسازی (ISO) در سند ۸۸۵۵. برای یک جاده همسطح برای شرایط عملیاتی حالت پایدار معین تعریف شده است. زاویه کم فرمانی مقدار فرمان اضافی است (در چرخ‌های جاده نه چرخ دستی) که باید در هر مانور حالت ثابتی فراتر از زاویه فرمان اکرمن اضافه شود. زاویه فرمان اکرمن زاویه فرمانی است که وسیله نقلیه در زمانی که نیازی به شتاب جانبی نیست (با سرعت بسیار کم) حدود یک منحنی حرکت می‌کند.
گرادیان زیر فرمان (U) میزان تغییر زاویه کم فرمانی با توجه به شتاب جانبی در یک جاده همسطح برای شرایط عملیاتی حالت پایدار معین است.
اگر شیب کم فرمانی مثبت باشد، وسیله نقلیه کم فرمانی است، اگر شیب کم فرمانی منفی باشد، بیش فرمانی و اگر گرادیان کم فرمانی صفر باشد، فرمان خنثی است.
علاقه‌مندان به خودرو و موتوراسپورت اغلب از این اصطلاحات به صورت غیررسمی در مجلات و وبلاگ‌ها برای توصیف واکنش خودرو به فرمان در انواع مانورها و پیچ‌ها استفاده می‌کنند.

## دینامیک

### تست برای تعیین گرادیان کم فرمانی
چندین آزمایش را می‌توان برای تعیین گرادیان کم فرمانی مورد استفاده قرار داد: شعاع ثابت (تکرار آزمایش‌ها در سرعت‌های مختلف)، سرعت ثابت (تکرار آزمایش‌ها با زوایای مختلف فرمان)، یا هدایت ثابت (تکرار آزمایش‌ها در سرعت‌های مختلف). توضیحات رسمی این سه نوع آزمایش توسط ISO ارائه شده است. گیلسپی به جزئیات دو روش اندازه‌گیری می‌پردازد.
نتایج به نوع آزمایش بستگی دارد، بنابراین صرفاً دادن مقدار deg/g کافی نیست. همچنین لازم است نوع روشی که برای اندازه‌گیری گرادیان استفاده می‌شود مشخص شود.
وسایل نقلیه ذاتاً سامانه‌های غیرخطی هستند و طبیعی است که U در محدوده آزمایش تغییر کند. ممکن است یک وسیله نقلیه در برخی شرایط کم فرمانی و در برخی شرایط بیش فرمانی نشان دهد؛ بنابراین، لازم است در هنگام گزارش ویژگی‌های کم فرمانی/بی فرمانی، سرعت و شتاب جانبی مشخص شود.

### کمک به شیب کم فرمانی
بسیاری از ویژگی‌های خودرو بر شیب کم فرمانی تأثیر می‌گذارد، از جمله سفتی پیچیدن لاستیک، رانش کامبر، فرمان انطباق با نیروی جانبی، گشتاور خود تراز، انتقال وزن جانبی و انطباق در سامانه فرمان. توزیع وزن بر نیروی طبیعی هر تایر و در نتیجه چسبندگی آن تأثیر می‌گذارد. این مشارکت‌های فردی را می‌توان به صورت تحلیلی یا با اندازه‌گیری در یک تحلیل بوندورف شناسایی کرد.

### در مقابل رفتار محدود کننده فرمان‌پذیری
برای جلوگیری از ادغام رفتار کم فرمانی/بی فرمانی با رفتار محدود یک وسیله نقلیه باید دقت زیادی صورت گیرد. فیزیک بسیار متفاوت است. آن‌ها پیامدهای مدیریتی متفاوت و دلایل مختلفی دارند. اولی مربوط به اثرات اعوجاج تایر ناشی از لغزش و زوایای کامبر با افزایش سطوح شتاب جانبی است. مورد دوم مربوط به مورد اصطکاک محدود است که در آن ابتدا چرخ‌های جلو یا عقب اشباع می‌شوند. بهتر است از اصطلاحات توصیفی راننده مسابقه "فشار (سخت رفتن) و شل (چرخش)" برای رفتار محدود استفاده کنید تا این مفاهیم اشتباه نشوند.

### محدود کردن ویژگی‌های فرمان‌پذیری
لاستیک‌ها نیروهای جانبی (از پهلو به پهلو) و طولی (از جلو به عقب) را به زمین منتقل می‌کنند. مجموع نیروی کشش (گرفتن) موجود برای تایر a، مجموع بردار نیروهای جانبی و طولی است که تابعی از نیروی طبیعی و ضریب اصطکاک است. اگر نیروهای جانبی و طولی وارد شده به لاستیک در حین کار از نیروی کششی موجود لاستیک بیشتر شود، گفته می‌شود که تایر اشباع شده است و چسبندگی خود را روی زمین از دست داده و شروع به لیز خوردن می‌کند.
فشار (سخت رفتن) را می‌توان به عنوان شرایطی درک کرد که در آن هنگام پیچیدن، لاستیک‌های جلو قبل از عقب اشباع شده و ابتدا می‌لغزند. از آنجایی که لاستیک‌های جلو نمی‌توانند نیروی جانبی اضافی ایجاد کنند و لاستیک‌های عقب می‌توانند، جلوی خودرو مسیری با شعاع بیشتر از عقب را طی می‌کند و اگر تغییری در زاویه فرمان ایجاد نشود (یعنی فرمان در همان حالت باقی بماند. موقعیت)، جلوی خودرو به سمت خارج منحنی می‌لغزد.
اگر لاستیک‌های عقب قبل از جلو اشباع شوند، لاستیک‌های جلو جلوی خودرو را در مسیر مورد نظر نگه می‌دارند اما لاستیک‌های عقب می‌لغزند و مسیری با شعاع بیشتر را دنبال می‌کنند. انتهای پشتی به سمت بیرون چرخیده و خودرو به سمت داخل منحنی خواهد چرخید. اگر زاویه فرمان تغییر نکند، چرخ‌های جلو یک دایره کوچک‌تر و کوچک‌تر را ترسیم می‌کنند در حالی که چرخ‌های عقب همچنان به چرخش در اطراف جلوی خودرو ادامه می‌دهند. این همان چیزی است که وقتی یک ماشین 'بیرون می‌چرخد' اتفاق می‌افتد. خودرویی که مستعد شل شدن است گاهی اوقات به عنوان 'دم شاد' شناخته می‌شود، مانند روشی که سگ هنگام خوشحالی دم خود را تکان می‌دهد و مشکل رایج دم‌ماهی همین است.
در رانندگی در دنیای واقعی، تغییرات مداوم در سرعت، شتاب (ترمز یا شتاب‌گیری وسیله نقلیه)، زاویه فرمان و غیره وجود دارد. این تغییرات همگی به‌طور مداوم توزیع بار خودرو را تغییر می‌دهند که همراه با تغییر دمای لاستیک و سطح جاده شرایط به‌طور مداوم در حال تغییر حداکثر نیروی کشش موجود در هر لاستیک است. با این حال به‌طور کلی، این تغییرات در مرکز جرم است که باعث اشباع لاستیک می‌شود و ویژگی‌های فرمان‌پذیری محدود را مشخص می‌کند.
اگر مرکز جرم به سمت جلو حرکت داده شود، شیب کم فرمانی به دلیل حساسیت بار لاستیک افزایش می‌یابد. هنگامی که مرکز جرم به سمت عقب حرکت می‌کند، شیب کم فرمانی کاهش می‌یابد. جابجایی مرکز جرم متناسب با شتاب است و تحت تأثیر ارتفاع مرکز جرم است. هنگام ترمزگیری، وزن (بار) خودرو بیشتر بر روی لاستیک‌های جلو و کمتر بر روی لاستیک‌های عقب قرار می‌گیرد. برعکس، وقتی وسیله نقلیه شتاب می‌گیرد، برعکس این اتفاق می‌افتد، وزن به لاستیک‌های عقب منتقل می‌شود. به‌طور مشابه، با انتقال مرکز جرم بار از یک طرف به سمت دیگر، کشش داخل یا خارج لاستیک تغییر می‌کند. در موارد شدید، لاستیک‌های داخلی یا جلو ممکن است به‌طور کامل از زمین بلند شوند و ورودی فرمان را که می‌توان به زمین منتقل کرد حذف یا کاهش داد.
در حالی که توزیع وزن و هندسه تعلیق بیشترین تأثیر را بر شیب کم فرمانی اندازه‌گیری شده در تست حالت پایدار دارند؛ توزیع نیرو، تعصب ترمز و انتقال وزن از جلو به عقب نیز در بسیاری از سناریوهای دنیای واقعی روی چرخ‌هایی که برای اولین بار کشش را از دست می‌دهند، تأثیر می‌گذارد.

## شرایط محدودیت
هنگامی که یک وسیله نقلیه زیر فرمان تا مرز لاستیک‌ها گرفته می‌شود، جایی که دیگر امکان افزایش شتاب جانبی وجود ندارد، وسیله نقلیه مسیری را با شعاع بزرگ‌تر از آنچه در نظر گرفته شده دنبال می‌کند. اگرچه خودرو نمی‌تواند شتاب جانبی را افزایش دهد، اما از نظر دینامیکی پایدار است.
هنگامی که یک وسیله نقلیه بیش فرمانی تا مرز چسبندگی لاستیک‌ها برده می‌شود، از نظر دینامیکی ناپایدار می‌شود و تمایل به چرخش دارد. اگرچه وسیله نقلیه در کنترل حلقه باز ناپایدار است، یک راننده ماهر می‌تواند کنترل را از نقطه ناپایداری با کنترل فرمان مقابل و/یا استفاده صحیح از دریچه گاز یا حتی ترمز حفظ کند؛ این کار در ورزش دریفت به صورت هدفمند انجام می‌شود.
اگر یک وسیله نقلیه دیفرانسیل عقب قدرت کافی برای چرخش چرخ‌های عقب را داشته باشد، می‌تواند در هر زمان با ارسال نیروی موتور کافی به چرخ‌هایی که شروع به چرخیدن می‌کنند، بیش فرمانی را آغاز کند. هنگامی که کشش شکسته می‌شود، آنها نسبتاً آزاد هستند تا به سمت جانبی حرکت کنند. تحت بار ترمز، معمولاً کار بیشتری توسط ترمزهای جلو انجام می‌شود. اگر این سوگیری به جلو خیلی زیاد باشد، لاستیک‌های جلو ممکن است کشش را از دست بدهند و باعث کم فرمانی شود.

## اقدامات مرتبط
شیب کم فرمانی یکی از معیارهای اصلی برای توصیف رفتار پیچیدن در حالت پایدار است. این در ویژگی‌های دیگری مانند سرعت مشخصه (سرعت برای یک وسیله نقلیه زیر فرمانی که زاویه فرمان لازم برای مذاکره دو برابر زاویه اکرمن است)، افزایش شتاب جانبی (g's/deg)، افزایش سرعت انحراف (1/s) دخیل است. و سرعت بحرانی (سرعتی که یک وسیله نقلیه بیش فرمانی دارای افزایش شتاب جانبی نامحدود است).